# Kriškovci
Kriškovci (cyr. Кришковци) – wieś w Bośni i Hercegowinie, w Republice Serbskiej, w gminie Laktaši. W 2013 roku liczyła 577 mieszkańców.